# Gare de Hombourg-Haut
Gare de Hombourg-Haut – przystanek kolejowy w miejscowości Hombourg-Haut, w departamencie Mozela, w regionie Grand Est, we Francji. Jest zarządzany przez SNCF i obsługiwany przez pociągi TER Grand Est.

## Położenie
Znajduje się na linii Rémilly – Stiring-Wendel, na km 38,913 pomiędzy stacjami Saint-Avold i Béning, na wysokości 230 m n.p.m.

## Linie kolejowe
- Linia Rémilly – Stiring-Wendel